# Alberto Albertini (calciatore)
Alberto Albertini (Villafranca di Verona, 22 ottobre 1907 – Villafranca di Verona, 2 gennaio 1998) è stato un calciatore italiano, di ruolo mediano.

## Carriera
Ha vestito per tre stagioni la maglia dell'Hellas Verona, con cui ha totalizzato 30 presenze segnando anche una rete.